# Luperina eversmanni
Luperina eversmanni là một loài bướm đêm trong họ Noctuidae.